# Jake Haener
Jake Haener (Danville, 10 marzo 1999) è un giocatore di football americano statunitense che milita nel ruolo di quarterback per i New Orleans Saints della National Football League (NFL).

## Carriera

### New Orleans Saints
Al college Haener giocò a football a Washington (2017-2018) e a Fresno State (2020-2022), venendo inserito nella seconda formazione ideale della Mountain West Conference nel 2021 e nella prima nel 2022. Fu scelto nel corso del quarto giro (127º assoluto) del Draft NFL 2023 dai New Orleans Saints.
Haener riuscì a entrare nel roster attivo per l'inizio della stagione regolare 2023. Tuttavia, a inizio settembre, emerse che aveva fallito un test antidoping durante l'estate, venendo sospeso per le prime sei gare della stagione. Scrisse in un comunicato: "Non so ancora come quella sostanza sia finita nel mio corpo, dal momento che nessuno dei miei integratori o prescrizioni mediche contiene l'ingrediente proibito", affermando ad ogni modo di "assumersi la piena responsabilità".
Haener iniziò la stagione 2024 come quarterback di riserva dietro a Derek Carr. Nella settimana 7 contro i Denver Broncos rilevò Spencer Rattler nell'ultimo drive della partita, passando il suo primo touchdown con un lancio da 12 yard per Cedrick Wilson Jr. Dopo che Carr si fratturò una mano nella settimana 14, i Saints nominarono Haener quarterback titolare. Nella partita contro i Washington Commanders però faticò molto nel primo tempo e fu sostituito da Rattler nella seconda frazione.